# Pentax K10D
Die Pentax K10D ist eine digitale Spiegelreflexkamera, die auf der Photokina 2006 vorgestellt wurde und im November 2006 auf den Markt kam. Im Frühjahr 2008 wurde die K10D vom ähnlichen Nachfolgemodell Pentax K20D abgelöst.

## Wichtige Merkmale

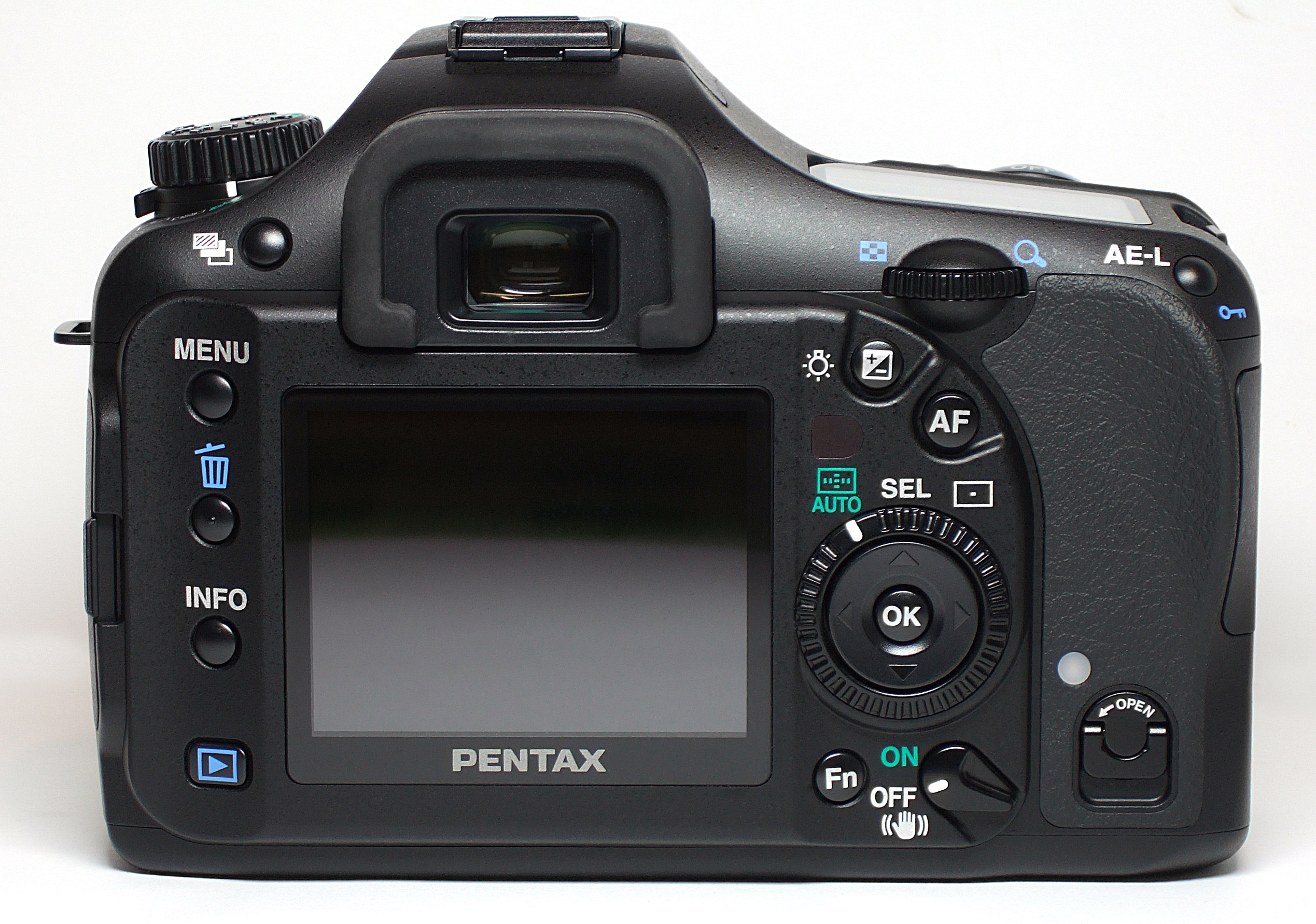
Rückseite

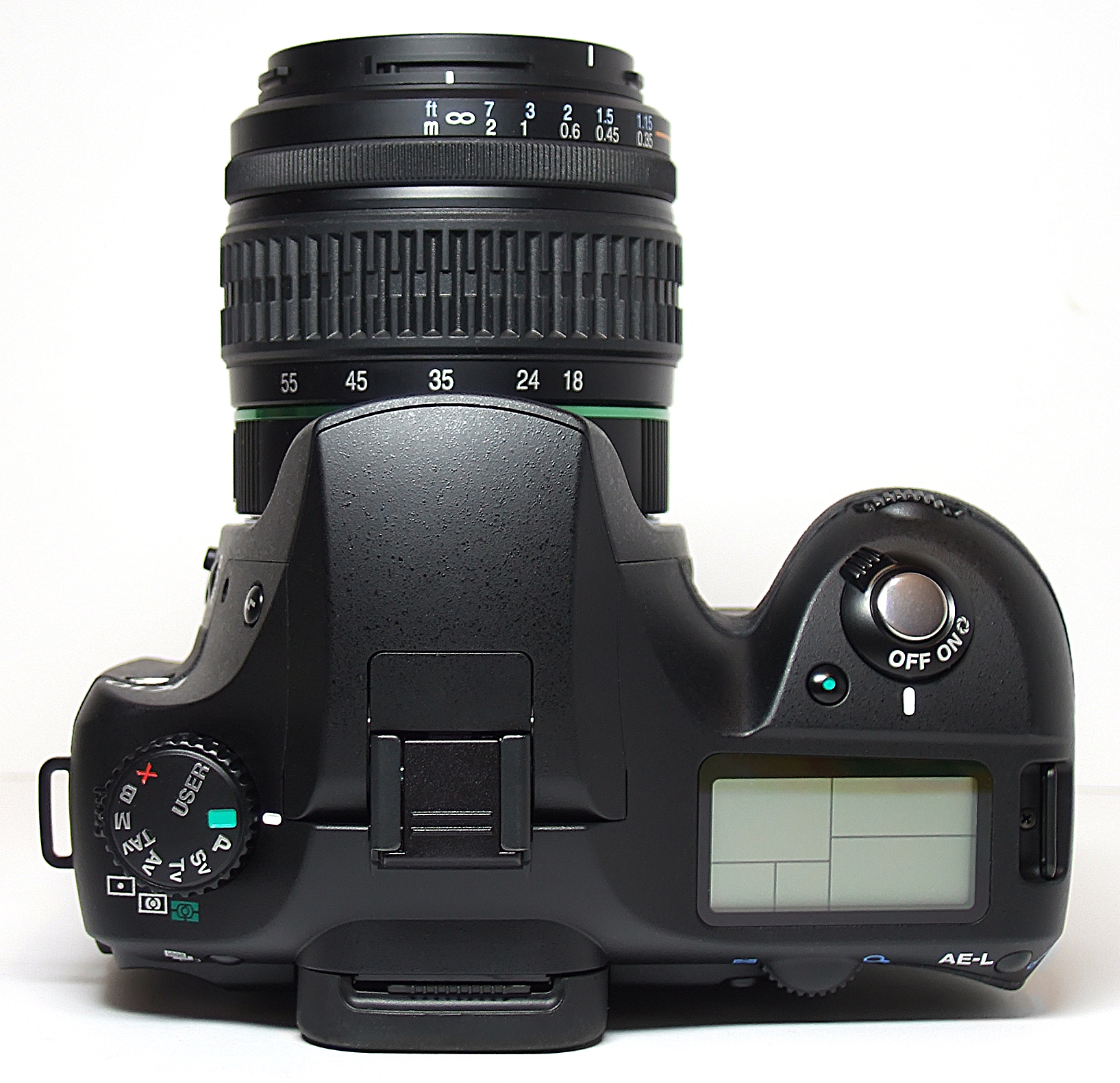
Oberseite

Die K10D besitzt einen CCD-Sensor mit einer Auflösung von effektiv 10,2 Megapixeln. Sie verfügt über das mit allen Objektiven funktionierende Bildstabilisierungssystem Shake Reduction, bei dem der Sensor beweglich gelagert ist. Die elektromagnetische Sensorbewegung kann auch genutzt werden, um eventuell am Sensor anhaftende Verunreinigungen abzuschütteln. Die K10D ist durch ein System von 72 Dichtungen gegen Spritzwasser und Staub geschützt.
Die Belichtungsparameter lassen sich über zwei Einstellräder regeln, eines vorne unter dem Auslöser, eines an der rechten oberen Ecke der Kamerarückseite. Die Funktionen der Räder in den jeweiligen Belichtungsprogrammen sind vielfältig konfigurierbar.
Bei den Belichtungsprogrammen betrat die K10D Neuland. Sie verfügt nicht über die vor allem bei Einsteigermodellen üblichen Motivprogramme, hat dafür erstmals die Programme TAv und Sv zur Regelung der ISO-Einstellung. Im Modus TAv wählt die Kamera zu den manuell vorgewählten Zeit- und Blendenwerten automatisch den passenden ISO-Wert. Der Modus Sv ist eine Programmautomatik, in der der ISO-Wert mit einem der Einstellräder wählbar ist. Daneben ist die K10D mit einer ISO-Automatik mit wählbarem Höchst- und Tiefstwert ausgestattet. Über das User-Programm lässt sich eine Kamera-Konfiguration abspeichern und rasch aufrufen.
Die Kamera ist in der Lage, RAW-Aufnahmen sowohl im Pentax-eigenen PEF-Format als auch im universellen von Adobe entwickelten DNG-Format zu speichern. Für die temporäre Umschaltung ins RAW-Format besitzt die K10D eine eigene Taste. Als RAW-Dateien aufgenommene Bilder können nachträglich kameraintern mit einstellbaren Parametern ins JPG-Format umgewandelt werden.
Die Stromversorgung erfolgt durch einen wiederaufladbaren Lithium-Ionen-Akku vom Typ D-LI50 (kompatibel mit dem Typ NP-400).
Wie bereits die Pentax *ist DL und im Gegensatz zu früheren digitalen Spiegelreflexkameras von Pentax unterstützt die K10D keine analog gesteuerten TTL-Blitzgeräte mehr. Solche Blitze können entweder voll manuell oder im Automatikmodus (sofern der Blitz diesen unterstützt) genutzt werden. Ab Firmwareversion 1.10 ist die K10D in der Lage, über den eingebauten Blitz externe, nicht mit der Kamera verbundene Systemblitze optisch drahtlos anzusteuern.

## Bajonett und Objektive

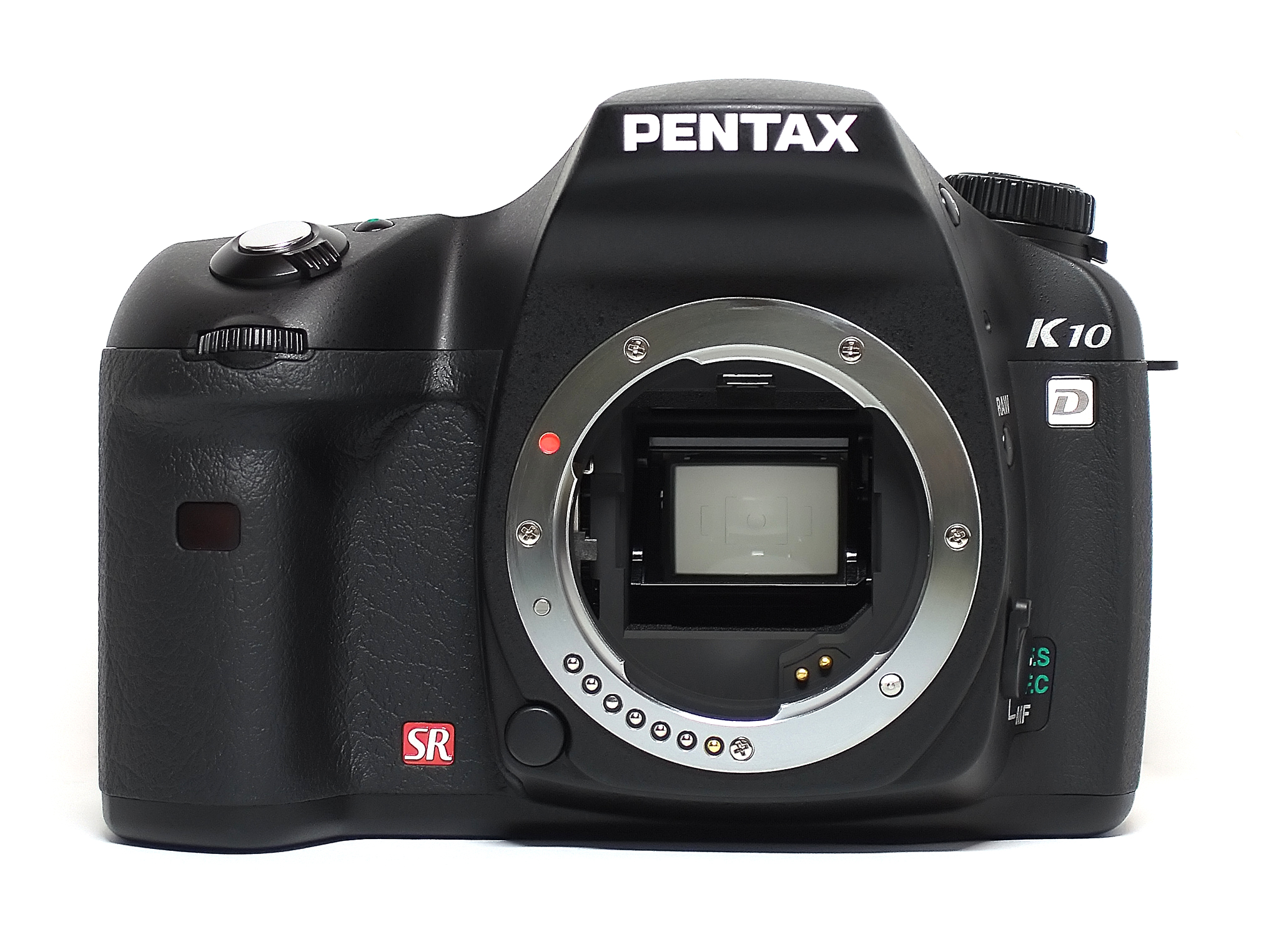
Frontansicht ohne Objektiv

Die K10D ist mit dem KAF2-Bajonett in der Version ohne mechanischen Blendensimulator ausgestattet. Das Bajonett verfügt neben dem herkömmlichen Autofokus-Antrieb, also einem im Gehäuse eingebauten Motor, auch über elektrische Kontakte für die Ansteuerung von SDM-Objektiven mit eigenem Ultraschallmotor. Um den SDM-Antrieb tatsächlich nutzen zu können, muss die Kamera auf Firmwareversion 1.30 aktualisiert werden. Auch die bei einigen Pentax-Objektiven vorhandene Powerzoom-Funktion ist nutzbar. Objektive, die über einen Blendenring ohne A-Stellung verfügen, können nur mit Arbeitsblendenmessung verwendet werden. Das betrifft Varianten des K-Bajonetts, die hauptsächlich vor 1984 hergestellt wurden. Man kann die Kamera allerdings bei Verwendung solcher Objektive durch das Betätigen der grünen Taste kurz automatisch abblenden und dabei die Belichtung ermitteln lassen (Auto-Arbeitsblendenmessung).
Neben Objektiven mit K-Bajonett können M42-Objektive in Verbindung mit Adaptern genutzt werden. Dabei wird der Blendenmechanismus nicht von der Kamera betätigt.

## Samsung GX-10
Als Ergebnis der Zusammenarbeit von Pentax und Samsung entstand ein nahezu baugleiches Schwestermodell der K10D, die Samsung GX-10. Diese unterscheidet sich von der Pentax K10D lediglich durch eine geänderte Firmware und ein etwas anderes Gehäuse mit dickerem Griff, anderen Tasten und Beschriftungen sowie einer anderen Belederung. Als RAW-Format steht beim Samsung-Modell ausschließlich DNG zur Verfügung. Serviceleistungen werden nicht von Pentax durchgeführt, sondern durch Samsung-Vertragswerkstätten.

## Auszeichnungen
Die K10D erhielt den TIPA 2007 Award für die beste „Expert Digital SLR“. Im August 2007 wurde die K10D von der EISA zur „European Camera of the Year 2007–2008“ gekürt.
Im Mai 2007 wurde sie außerdem Gewinnerin des „Japanese Camera Grand Prix“. Dies veranlasste Pentax dazu, eine Sonderauflage der Kamera mit unter anderem brauner Belederung und dem goldenen Aufdruck „CAMERA GRAND PRIX 2007“ herzustellen.

## K10D im Höhenballon
In einem Experiment zur Messung der kosmischen Höhenstrahlung der Oklahoma State University wurde am 11. Juli 2008 in einem Höhenballon als eines der Instrumente eine K10D zum Fotografieren genutzt. Dabei wurde in dem circa zweistündigen Ballonflug eine Höhe von über 30.000 m (104.000 ft) bei einer Außentemperatur von −51 °C erreicht. Die Kamera war, wie auch die anderen Instrumente, in einfachen Schutzgehäusen untergebracht, um die Landung am Fallschirm zu überstehen. Eine Auswahl der Bilder zum Aufbau und Aufnahmen der Erde aus unterschiedlichen Höhen wurde im Internet veröffentlicht.